# 精氨基琥珀酸合酶
精氨基琥珀酸合酶（英語：Argininosuccinate synthase）或稱精氨琥珀酸合酶是一種從瓜氨酸及天冬氨酸催化合成精氨基琥珀酸的酶（EC6.3.4.5）。它是負責尿素循環中的第3個步驟，及瓜氨酸與一氧化氮循環其中的一個反應。

## 基因及病理
為精氨基琥珀酸合酶編碼的基因，是位於第9號的染色體，稱為精氨基琥珀酸合成基因。在人類，這種基因主要在肝臟及腎臟的細胞內。
精氨基琥珀酸合成基因的突變，有超過50種是會導致瓜氨酸血症1型。大部份是將合酶內的胺基酸取代成另一種，這會影響酶本身的結構，及它與瓜氨酸、天冬氨酸及其他分子的結合。小部份會引至在尿素循環中分泌不正常的酶而未能發揮它應有的功效。
基因的缺憾亦會破壞尿素循環的第3步驟，阻礙肝臟將多餘的氮轉化為尿素。這會導致血液內的氮（以氨的形式）及其他尿素循環的副產物（如瓜氨酸）的上升。氨是有毒物質，影響神經系統，過多的積聚會引起食慾不振、嘔吐、癲癇及其他瓜氨酸血症1型徵狀。